# Sebastian Coe
Sebastian Newbold Coe, Baron Coe MBE (født 29. september 1956 i London, England) er en tidligere engelsk atletikudøver (mellemdistanceløber), der i 1970'erne og 1980'erne tilhørte verdenseliten på mændenes mellemdistancer, hvor han vandt adskillige guldmedaljer i både OL- og VM-sammenhæng. Han blev i 2015 valgt til formand i International Association of Athletics Federations (Det Internationale Atletikforbund).
Coe vandt guld i 1500 meter løb ved både OL i Moskva 1980 og OL i Los Angeles 1984. Ved de samme to lege vandt han sølvmedaljen i 800 meter løb. Ved VM i Stuttgart i 1986 vandt han guld på 800-meteren.
Coe var Parlamentsmedlem for de konservative i Underhuset 1992-1997.